# Royal Rumble (2023)
Cet article concerne l'édition 2023 du pay-per-view Royal Rumble. Pour toutes les autres éditions, voir Royal Rumble.
L'édition 2023 du Royal Rumble est un Premium Live Event de catch (lutte professionnelle) produit par la World Wrestling Entertainment, une fédération de catch américaine qui est télédiffusée et visible uniquement sur le WWE Network. L'événement a eu lieu le 28 janvier 2023 au Alamodome de San Antonio, au Texas. Il s'agit de la trente-sixième édition du Royal Rumble, qui fait partie avec WrestleMania, SummerSlam et les Survivor Series du « Big Four » à savoir « les Quatre Grands », les quatre plus grands, anciens et prestigieux événements que produit la compagnie chaque année.
Cinq combats, dont deux mettant en jeu les titres de la fédération, y ont été programmés. Chacun d'entre eux est déterminé par des storylines rédigées par les scénaristes de la WWE; soit par des rivalités survenues avant le pay-per-view, soit par des matches de qualification en cas de rencontre pour un championnat. L'événement a mis en vedette les catcheurs des divisions Raw et SmackDown, créées en 2002 lors de la séparation du personnel de la WWE en deux promotions distinctes.
Le main-event de la soirée est le combat pour le Championnat universel incontesté de la WWE entre le champion en titre, Roman Reigns, et son challenger, Kevin Owens. Pour la première fois depuis l'édition de 2013, le main-event est un match simple pour un titre dit « mondial » de la WWE.

## Contexte
Les spectacles de la World Wrestling Entertainment (WWE) sont constitués de matchs aux résultats prédéterminés par les scénaristes de la WWE. Ces rencontres sont justifiées par des storylines – une rivalité entre catcheurs, la plupart du temps – ou par des qualifications survenues dans les shows de la WWE telles que Raw, SmackDown, NXT et 205 Live. Tous les catcheurs possèdent un gimmick, c'est-à-dire qu'ils incarnent un personnage gentil (Face) ou méchant (Heel), qui évolue au fil des rencontres. Un événement comme le Royal Rumble est donc un événement tournant pour les différentes storylines en cours,.

### Roman Reigns (c) contre Kevin Owens
À Survivor Series, Kevin Owens, a eu des problèmes avec Roman Reigns, ce dernier était l'un des membres de l'équipe adverse dans un match WarGames, The Bloodline. Ces derniers ont remportés la victoire aux Survivor Series grâce à Sami Zayn, l'ancien meilleur ami d'Owens, qui a trahi ce dernier pour montrer sa loyauté envers la Bloodline. Malgré la défaite, Owens a continué à cibler la Bloodline au cours des semaines suivantes et Owens a fait équipe avec un John Cena de retour pour vaincre Reigns et Zayn lors de l'épisode du 30 décembre 2022 de SmackDown. La semaine suivante, Owens a défié Reigns pour le titre universel incontesté de la WWE au Royal Rumble, match qui a été rendu officiel.

### Bray Wyatt contre LA Knight
Le 26 décembre 2022, la chaîne YouTube de la WWE a fait la promotion d'un « match Pitch Black » qui se tiendra au Royal Rumble dans le cadre d'une promotion croisée avec Mountain Dew pour le retour de la saveur « Pitch Black ». Dans l'épisode de SmackDown du 30 décembre, après quelques mois d'attaques présumées de Bray Wyatt contre LA Knight, Knight a défié Wyatt à un match au PLE, et Wyatt a accepté. Il a été confirmé plus tard qu'il s'agirait du « match Pitch Black ». Ce serait aussi notamment le premier match télévisé de Wyatt depuis WrestleMania 37 en avril 2021.

### Royal Rumble matchmasculin et féminin
Comme le veut la tradition depuis la toute première édition en 1988, le pay-per-view comporte un Royal Rumble match en guise de Main-Event (Combat de Tête d'Affiche), dont le grand vainqueur reçoit un combat de championnat mondial à WrestleMania 39, l’événement phare de l'année. À la suite du retour de la Brand Extension une nouvelle stipulation a été ajoutée : Le vainqueur remporte un match pour le titre mondial de son choix, nonobstant sa division d'origine.
Depuis 2018, l'évènement comporte également un Royal Rumble match féminin. Comme pour les hommes, la gagnante obtiendra un match de championnat féminin majeur de son choix au plus grand show du monde du catch.

## Tableau des matchs
(janvier 2022).
| Ordre par numéros                                                                         | Résultat                                                                               | Stipulation(s) | Temps   |
| ----------------------------------------------------------------------------------------- | -------------------------------------------------------------------------------------- | --- | ------- |
| 1                                                                                         | Cody Rhodes remporte le Royal Rumble match masculin en éliminant en dernier Gunther    | 30-Man Royal Rumble match Le gagnant deviendra automatiquement aspirant n°1 au championnat masculin majeur de son choix à WrestleMania 39    | 1:11:40 |
| 2                                                                                         | Bray Wyatt bat LA Knight                                                               | Pitch Black match | 5:05    |
| 3                                                                                         | Bianca Belair (c) bat Alexa Bliss                                                      | Match simple pour le WWE Raw Women's Championship                                                                                            | 7:35    |
| 4                                                                                         | Rhea Ripley remporte le Royal Rumble match féminin en éliminant en dernière Liv Morgan | 30-Women Royal Rumble match La gagnante deviendra automatiquement aspirante n°1 au championnat féminin majeur de son choix à WrestleMania 39 | 1:01:08 |
| 5                                                                                         | Roman Reigns (c) (avec Paul Heyman) bat Kevin Owens                                    | Match simple pour l'Undisputed WWE Universal Championship                                                                                    | 19:15   |
| La lettre C placée entre parenthèses désigne la personne ou l’équipe championne en titre. |                                                                                        | |         |

### Entrées et éliminations duRoyal Rumble matchmasculin
- Raw
 - SmackDown
 - Agent libre
 - le Vainqueur
| Numéro | Entrant                | Division    | Ordre d'élimination | Éliminé par                    | Temps   | Élimination(s) |
| ------ | ---------------------- | ----------- | ------------------- | ------------------------------ | ------- | -------------- |
| 1      | Gunther                | SmackDown   | 29                  | Cody Rhodes                    | 1:11:40 | 5              |
| 2      | Sheamus                | SmackDown   | 21                  | Gunther                        | 52:33   | 3              |
| 3      | The Miz                | Raw         | 1                   | Sheamus                        | 04:23   | 0              |
| 4      | Kofi Kingston          | SmackDown   | 4                   | Gunther                        | 14:51   | 0              |
| 5      | Johnny Gargano         | Raw         | 14                  | Dominik Mysterio et Finn Bálor | 29:57   | 0              |
| 6      | Xavier Woods           | SmackDown   | 3                   | Gunther                        | 10:29   | 0              |
| 7      | Karrion Kross          | SmackDown   | 2                   | Drew McIntyre                  | 04:11   | 0              |
| 8      | Chad Gable             | Raw         | 7                   | Brock Lesnar                   | 08:42   | 0              |
| 9      | Drew McIntyre          | SmackDown   | 22                  | Gunther                        | 39:10   | 3              |
| 10     | Santos Escobar         | SmackDown   | 5                   | Brock Lesnar                   | 04:56   | 0              |
| 11     | Angelo Dawkins         | Raw         | 6                   | Brock Lesnar                   | 02:28   | 0              |
| 12     | Brock Lesnar           | Raw         | 8                   | Bobby Lashley                  | 02:28   | 3              |
| 13     | Bobby Lashley          | Raw         | 11                  | Seth "Freakin" Rollins         | 07:14   | 1              |
| 14     | Baron Corbin           | Raw         | 9                   | Seth "Freakin" Rollins         | 00:07   | 0              |
| 15     | Seth "Freakin" Rollins | Raw         | 27                  | Logan Paul                     | 37:18   | 2              |
| 16     | Otis                   | Raw         | 12                  | Drew McIntyre et Sheamus       | 03:18   | 0              |
| 17     | Rey Mysterio           | SmackDown   | 12                  | N'a pas participé              | 00:00   | 0              |
| 18     | Dominik Mysterio       | Raw         | 23                  | Cody Rhodes                    | 25:44   | 1              |
| 19     | Elias                  | Raw         | 13                  | Drew McIntyre et Sheamus       | 00:39   | 0              |
| 20     | Finn Bálor             | Raw         | 18                  | Edge                           | 07:45   | 2              |
| 21     | Booker T               | Agent libre | 15                  | Gunther                        | 00:42   | 0              |
| 22     | Damian Priest          | Raw         | 17                  | Edge                           | 04:03   | 1              |
| 23     | Montez Ford            | Raw         | 16                  | Damian Priest                  | 00:44   | 0              |
| 24     | Edge                   | Raw         | 19                  | Damian Priest et Finn Bálor    | 01:04   | 2              |
| 25     | Austin Theory          | Raw         | 26                  | Cody Rhodes                    | 15:39   | 1              |
| 26     | Omos                   | Raw         | 20                  | Braun Strowman                 | 02:26   | 0              |
| 27     | Braun Strowman         | SmackDown   | 24                  | Cody Rhodes                    | 11:12   | 1              |
| 28     | Ricochet               | SmackDown   | 25                  | Austin Theory                  | 09:14   | 0              |
| 29     | Logan Paul             | Agent libre | 28                  | Cody Rhodes                    | 10:57   | 1              |
| 30     | Cody Rhodes            | Raw         | —                   | Vainqueur                      | 15:08   | 5              |

- Gunther est celui qui est resté le plus longtemps sur le ring : 1 heure 11 minutes et 40 secondes battant ainsi le record de la plus longue participation à un Royal Rumble match à 30 qui était détenu par Rey Mysterio depuis 2006.
- Gunther et Cody Rhodes sont les deux catcheurs ayant réussi le plus d'éliminations de ce Royal Rumble : 5 éliminations
- Baron Corbin est celui qui est resté le moins longtemps sur le ring : 7 secondes.
- Cody Rhodes devient le cinquième catcheur à remporter le Royal Rumble en étant rentré en dernier (après The Undertaker en 2007, John Cena en 2008, Triple H en 2016 et Brock Lesnar en 2022).
- Rey Mysterio, prévu comme le 17e entrant, n'a pas pu participer au match dû à une blessure (hors-kayfabe) survenue lors du SmackDown de la veille. Afin d'axer une future rivalité, Dominik Mysterio (entré en 18e) est entré avec le masque de son père laissant présumer qu'il est le responsable de cette absence.

### Entrées et éliminations du Royal Rumble match féminin
- Raw
 - SmackDown
 - NXT
 - Agent libre
 - la Vainqueure
| Numéro | Entrant          | Division    | Ordre d'élimination | Éliminé par | Temps   | Élimination(s) |
| ------ | ---------------- | ----------- | ------------------- | --- | ------- | -------------- |
| 1      | Rhea Ripley      | Raw         | —                   | Vainqueure | 1:01:08 | 7              |
| 2      | Liv Morgan       | SmackDown   | 29                  | Rhea Ripley | 1:01:07 | 3              |
| 3      | Dana Brooke      | Raw         | 2                   | Bayley, Dakota Kai et IYO SKY | 11:43   | 0              |
| 4      | Emma             | SmackDown   | 3                   | Dakota Kai | 10:12   | 0              |
| 5      | Shayna Baszler   | SmackDown   | 6                   | Bayley, Dakota Kai et IYO SKY | 13:28   | 0              |
| 6      | Bayley           | Raw         | 13                  | Liv Morgan | 27:09   | 5              |
| 7      | B-Fab            | SmackDown   | 1                   | Rhea Ripley | 00:36   | 0              |
| 8      | Roxanne Perez    | NXT         | 4                   | Bayley, Dakota Kai et IYO SKY | 04:34   | 0              |
| 9      | Dakota Kai       | Raw         | 10                  | Becky Lynch | 22:20   | 5              |
| 10     | IYO SKY          | Raw         | 11                  | Becky Lynch | 20:49   | 5              |
| 11     | Natalya          | SmackDown   | 5                   | Bayley, Dakota Kai et IYO SKY | 03:08   | 0              |
| 12     | Candice LeRae    | Raw         | 7                   | IYO SKY | 05:11   | 0              |
| 13     | Zoey Stark       | NXT         | 16                  | Sonya Deville | 26:34   | 0              |
| 14     | Xia Li           | SmackDown   | 14                  | Zelina Vega | 15:30   | 0              |
| 15     | Becky Lynch      | Raw         | 12                  | Bayley | 10:45   | 2              |
| 16     | Tegan Nox        | SmackDown   | 8                   | Asuka | 03:41   | 0              |
| 17     | Asuka            | Raw         | 28                  | Rhea Ripley | 33:15   | 3              |
| 18     | Piper Niven      | Raw         | 25                  | Raquel Rodriguez | 28:05   | 2              |
| 19     | Tamina           | Raw         | 15                  | Michelle McCool | 11:58   | 0              |
| 20     | Chelsea Green    | Agent libre | 9                   | Rhea Ripley | 00:05   | 0              |
| 21     | Zelina Vega      | SmackDown   | 17                  | Lacey Evans | 11:30   | 1              |
| 22     | Raquel Rodriguez | SmackDown   | 26                  | Rhea Ripley | 20:40   | 3              |
| 23     | Mia Yim          | Raw         | 24                  | Piper Niven | 17:44   | 2              |
| 24     | Lacey Evans      | SmackDown   | 20                  | Raquel Rodriguez | 14:05   | 2              |
| 25     | Michelle McCool  | Agent libre | 22                  | Rhea Ripley | 13:53   | 2              |
| 26     | Indi Hartwell    | NXT         | 18                  | Sonya Deville | 04:51   | 0              |
| 27     | Sonya Deville    | SmackDown   | 21                  | Asuka | 10:17   | 3              |
| 28     | Shotzi           | SmackDown   | 23                  | Mia Yim | 08:39   | 1              |
| 29     | Nikki Cross      | Raw         | 27                  | Liv Morgan | 09:16   | 1              |
| 30     | Nia Jax          | Agent libre | 19                  | Asuka, Lacey Evans, Liv Morgan, Mia Yim, Michelle McCool, Nikki Cross, Piper Niven, Raquel Rodiguez, Rhea Ripley, Shotzi & Sonya Deville | 01:57   | 0              |

- Rhea Ripley remporte son premier Royal Rumble et devient la première catcheuse à remporter un Royal Rumble féminin en étant rentré en première position. Elle est également celle qui a éliminé le plus de catcheuses, avec 7 éliminations, et qui est restée le plus longtemps (avec Liv Morgan) sur le ring en 1 heure 1 minute et 8 secondes, battant ainsi le record de la plus longue participation à un Royal Rumble match féminin qui était détenu par Bianca Belair depuis 2021 (56 minutes 49 secondes).
- Liv Morgan, Dana Brooke, Natalya et Tamina sont les seules à avoir participé à tous les Royal Rumble avec 6 participations.
- Chelsea Green est celle qui est resté le moins longtemps sur le ring : 5 secondes, battant ainsi le record de la plus courte participation à un Royal Rumble match féminin qui était détenu par Liv Morgan depuis 2019 (8 secondes).

## Accueils et critiques
Dave Meltzer a attribué un classement par étoiles à chaque match de la soirée. Le match le moins bien noté était Bray Wyatt contre LA Knight, qui a reçu 0,75 étoiles, le match du WWE Raw Women's Championship a reçu 1,5 étoiles, le match pour le Undisputed WWE Universal Championship (le main event) et le match féminin du Royal Rumble ont tous deux reçu 3,5 étoiles et le match masculin Royal Rumble a reçu. 4,25 étoiles, le match le mieux noté de la soirée.